# Harry Broos
Henricus Adrianus « Harry » Broos (né le 25 mai 1898 à Roosendaal et décédé le 16 juillet 1954 à Eindhoven) est un athlète néerlandais spécialiste du sprint. Il était affilié au PSV Eindhoven.

## Biographie

### Palmarès
| Date | Compétition           | Lieu  | Résultat | Épreuve   | Performance |
| ---- | --------------------- | ----- | -------- | --------- | ----------- |
| 1924 | Jeux olympiques d'été | Paris | 3e       | 4 × 100 m | 41 s 8      |

### Records
| Épreuve    | Performance | Lieu | Date |
| ---------- | ----------- | ---- | ---- |
| 100 mètres | 10 s 6      |      | 1923 |
| 200 mètres | 22 s 0      |      | 1926 |